# Emmy Internacional 1983
A 11.ª cerimônia de entrega dos International Emmys (ou Emmy Internacional 1983) aconteceu no hotel Sheraton New York Times Square em 21 de novembro de 1983 na cidade de Nova York, Estados Unidos, e teve como apresentadora a atriz Mary Tyler Moore.

## Cerimônia
A 11.ª cerimônia dos Emmys internacionais foi entregue pelo Conselho Internacional da Academia Nacional de Artes e Ciências Televisivas (hoje conhecido como Academia Internacional das Artes e Ciências Televisivas). A noite de Gala premiou em sua maior parte programas de televisão de língua inglesa, em especial a Grã-Bretanha, que liderou as indicações com cinco nomeações, vencendo em três categorias. A série de TV canadense Fraggle Rock, venceu o Emmy de melhor programa infanto-juvenil. O telefilme King Lear da Granada Television venceu como melhor drama. O especial Dangerous Music, produzido por Alex Kirby para o canal HTV, também do Reino Unido, foi premiado como performance artística. A série The Black Adder ganhou o prêmio de melhor programa de arte popular. O melhor documentário foi para The Miracle of Life da Sveriges Television. 
Do Brasil, o então presidente das Organizações Globo, Roberto Marinho (1904-2003), foi homenageado pela Academia Internacional com o International Emmy Directorate Award, disputando o prêmio com Leonard Goldenson, presidente da rede americana ABC, William Pailey, fundador da CBS, e Emilio Azcárraga, presidente da rede mexicana Televisa.

## Vencedores
| Melhor Drama                              | Melhor Documentário                           |
| ----------------------------------------- | --------------------------------------------- |
| - King Lear - (Granada Television)        | - The Miracle of Life - (Sveriges Television) |
| Melhor Performance Artística              | Melhor Programa de Arte Popular               |
| - Blackadder - (BBC One)                  | - Dangerous Music - (HTV)                     |
| Melhor Programa Infanto-juvenil           |                                               |
| - Fraggle Rock, a Rocha Encantada - (CBC) |                                               |